# Зейбеки

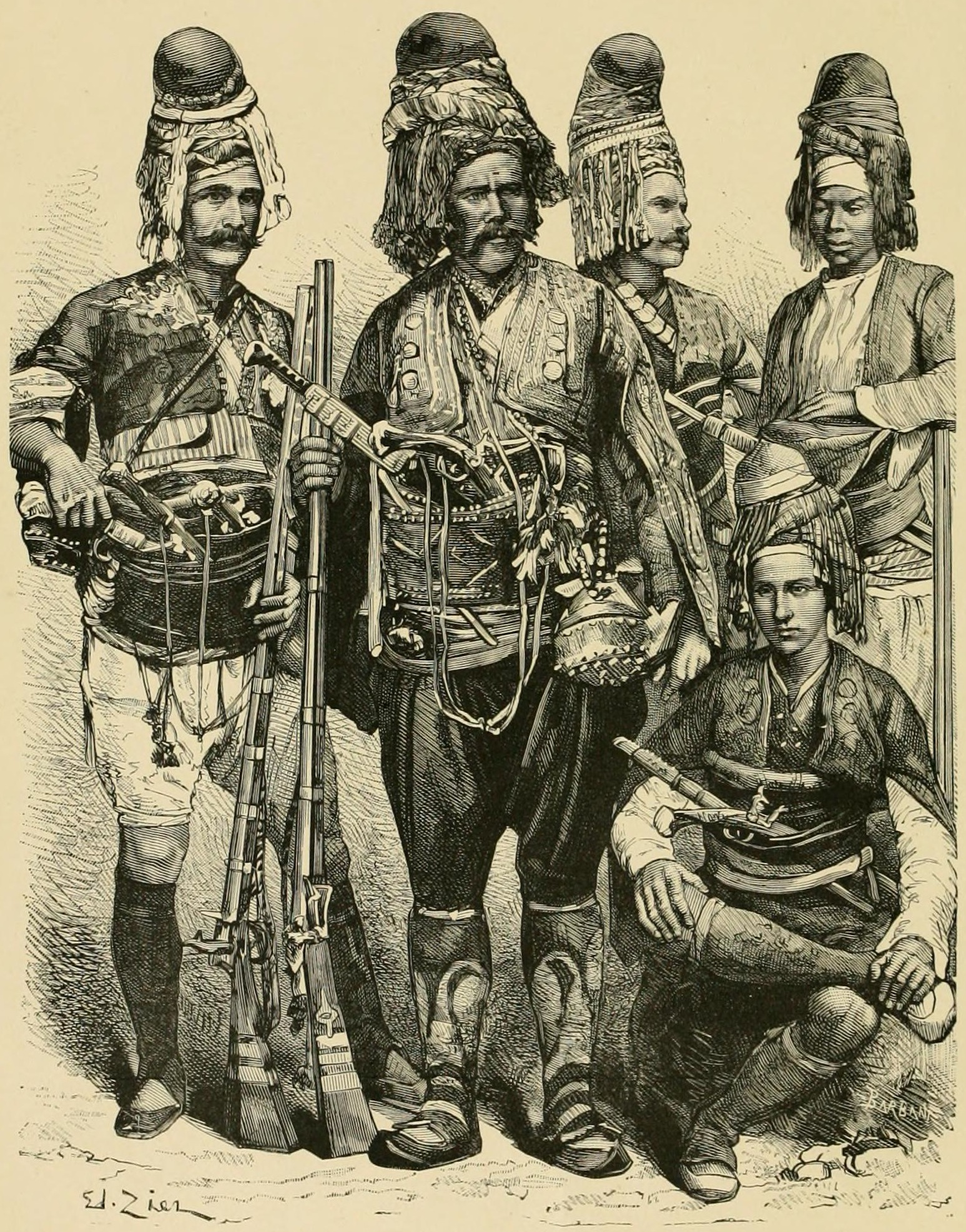
Зейбеки

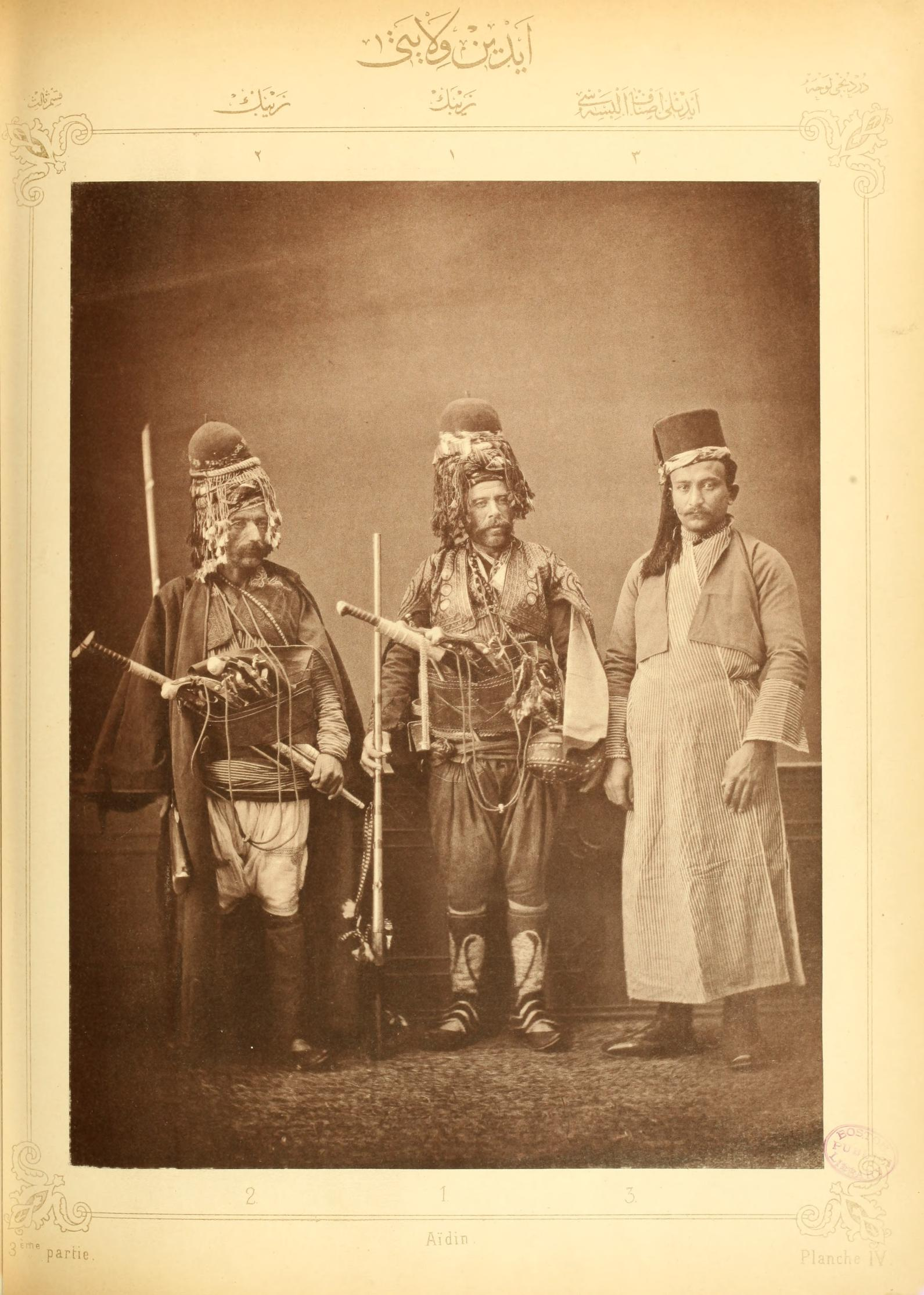
1873

Зейбеки (тур. Zeybekler) — загони народного ополчення та партизанів, що діяли в районах на узбережжі Егейського моря в Османській імперії з кінця XVII по початок XX століття. Ведуть походження від юрюків.

## Історія
До створення Турецької республіки найбільша чисельність зейбеків спостерігалася в районах на узбережжі Іонічного моря в Малій Азії і, особливо, в Західній Анатолії, недалеко від міста Смірна (нині Ізмір).
Вони діяли як захисники народу проти сільських поміщиків, бандитів та збирачів податків. Ватажок загону зейбеків називався «ефе». Його воїни були відомі під назвами зейбеків або кізанів. Кізанямі зазвичай називали новачків, що вступили в загін, або малодосвідчених зейбеків. Загалом у загоні відносини між усіма були рівними. Рішення приймалося демократичним шляхом, і після його затвердження ефе, воно носило обов'язковий характер. Зейбеки використовували певні ритуальні дії, наприклад, обряд присвоєння кізаню статусу зейбека був дуже схожий на ритуали братства ахілер.
У зейбеків був спеціальний танець, в якому танцюристи зображували яструбів. Романтичні пісні про їх хоробрість були раніше популярні в турецькому народному музичному середовищі. Ятаган був їх основною зброєю, але більшість з них користувалося і вогнепальною.
Зейбеки воювали з грецькою армією, коли та вторглася в Західну Анатолію під час Греко-турецької війни 1919–1922. Їх партизанські дії дали час для формування турецького опору та оборони. Після створення турецької національної армії більшість зейбеків увійшли до її складу.